# Hold Tight (пісня Change)
«Hold Tight» — сингл 1981 року гурту Change з платівки під назвою Miracles. Вокал синглу заспівала Діва Грей. Разом з піснями «Paradise» і «Heaven of My Life» на п’ять тижнів став номером один у танцювальному чарті США. Також був другий сингл із альбому «Miracles», оскільки «Hold Tight» посів 40 місце в Soul Chart Billboard і 89 місце в Billboard Hot 100.

## Трек-лист
7" Сингл
- A Hold Tight 3:43
- B Stop For Love 3:50

12" Сингл
- A Hold Tight (вокал / довга версія) 4:23
- B Hold Tight (вокал / коротка версія) 3:43

## Позиції в чартах
| Діаграма (1981)                    | Пік положення |
| ---------------------------------- | ------------- |
| US Billboard Hot 100               | 89            |
| US Billboard Hot Dance Club Play   | 1             |
| Hot R&B/хіп-хоп пісні US Billboard | 40            |